# Diaphania clavata
Diaphania clavata is een vlinder uit de familie van de grasmotten (Crambidae), uit de onderfamilie van de Spilomelinae. De wetenschappelijke naam van deze soort is voor het eerst voorgesteld als Glyphodes clavata door George Francis Hampson in een publicatie uit 1912. De spanwijdte van het mannetje bedraagt 26 tot 28 millimeter.
De soort komt voor in Guatemala en Venezuela.